# Merrimac (Massachusetts)
Merrimac – miasto w Stanach Zjednoczonych, w stanie Massachusetts, w hrabstwie Essex.